# Michael Bingham (Fußballspieler)
Michael James Bingham (* 21. Mai 1981 in Leyland) ist ein ehemaliger englischer Fußballspieler.

## Karriere
Bingham stand in der Saison 1996/97 in sechs Partien für die englische Schülernationalmannschaft im Tor und spielte dabei unter anderem an der Seite von späteren Nationalspielern wie Stephen Warnock, Leon Osman und Joe Cole. Zu jener Zeit als Trainee (dt. Auszubildender) bei den Blackburn Rovers registriert, kam er für die Auswahlmannschaft auch bei einem 3:2-Sieg gegen Irland im Ewood Park – der Heimspielstätte seines Vereins – anlässlich des 100-jährigen Jubiläums der Schulfußballverbände von Blackburn und Darwen zum Einsatz.
1998 unterzeichnete Bingham einen Profivertrag, ein Pflichtspieleinsatz für die Profimannschaft war ihm allerdings nicht vergönnt. 2001 verließ er den Klub ablösefrei und wechselte zum Viertligisten Mansfield Town, nachdem er bei einem Testspiel für die Reserve des FC Chesterfield im Field Mill, dem Stadion von Mansfield, deren Trainer Billy Dearden aufgefallen war. Bei Mansfield stand Bingham in Konkurrenz zum erfahreneren Kevin Pilkington und war den Großteil der Saison Ersatztorhüter, als Mansfield als Tabellendritter der Aufstieg in die Second Division gelang. Sein Pflichtspieldebüt gab er am 30. Oktober 2001 in einem Spiel der Football League Trophy gegen den FC Blackpool (0:4). Im weiteren Saisonverlauf folgten noch zwei Einsätze in der Liga, die durch eine Rotsperre Pilkingtons zustande kamen. dabei war seine erste Aktion bei seinem Debütspiel am 16. März 2002 gegen Swansea City (Endstand 0:2) nach dem Platzverweis für Pilkington den durch Steve Watkin verwandelten Strafstoß aus dem Tornetz zu holen. Nachdem er in der Vorbereitung der Saison 2002/03 noch zum Einsatz gekommen war, teilten ihm die Vereinsverantwortlichen Mitte August 2002 mit, dass er den Verein ablösefrei verlassen könne. Trainer Stuart Watkiss zufolge hatte die Entscheidung „ausschließlich finanzielle Gründe.“ Im November 2002 verließ er schließlich den Verein, nachdem sein Vertrag ausbezahlt worden war.
Im selben Monat debütierte er in der Southern Football League für Hednesford Town und bestritt für den Klub im weiteren Saisonverlauf 24 Pflichtspiele. Im Juli 2003 spielte er bei Accrington Stanley und dem FC Southport vor ein Vertrag kam aber nicht zustande. Im Januar 2004 schloss er sich dem in der Northern Premier League spielenden FC Burscough an; im Sommer 2004 ging er zum Ligakonkurrenten FC Chorley. Nach einem weiteren kurzen Gastspiel bei Burscough im Frühjahr 2005 spielte er ab Sommer 2005 für den FC Bamber Bridge, ebenfalls in der Northern Premier League.